# Distrito Federal do Cáucaso Norte

Localização do distrito federal do Cáucaso Norte na Federação Russa.

O Distrito Federal do Cáucaso Norte (em russo: Северо-Кавказский федеральный округ) é um dos oito distritos federais da Federação da Rússia. 
Foi criado em 19 de janeiro de 2010 por decreto do Presidente Dmitri Medvedev agrupando vários sujeitos federais que anteriormente formavam parte do distrito federal Sul. Seu centro administrativo é a cidade de Piatigorsk.

## Composição do distrito federal do Cáucaso Norte
- Daguestão
- Inguchétia
- Cabardino-Balcária
- Carachai-Circássia
- Ossétia do Norte
- Chechênia
- Krai de Stavropol

## Links
- SKFO.RU – regional information portal (russian)